# Donald Davidson
Donald Herbert Davidson (Springfield, Massachusetts, 6 maart 1917 – Berkeley, 30 augustus 2003) was een Amerikaans filosoof en hoogleraar filosofie. Hij was verbonden met de Stanford Universiteit, Rockefeller Universiteit, Princeton-universiteit en University of Chicago waarna hij vanaf 1981 tot 2003 professor was aan de Universiteit van Californië, Berkeley. Hij is vooral bekend voor zijn charismatische persoonlijkheid en zijn diepgaande en ingewikkelde gedachtegangen.
Zijn werk is vanaf de jaren zestig invloedrijk geweest in verscheidene filosofische vakgebieden, waarbij onderwerpen op het gebied van de Filosofie van de geest en de taalfilosofie centraal stonden. Davidson is een analytisch filosoof en het leeuwendeel van zijn invloed bevindt zich dan ook in deze traditie, hoewel hij ook aandacht kreeg op het continent, voornamelijk op gebied van de literatuurwetenschap en gerelateerde vakgebieden.

## Leven
Davidson studeerde Engels aan de Harvard-universiteit waar zijn interesses oorspronkelijk nog bij literatuur en voornamelijk de klassieke werken lag. Rond deze periode onderging hij ook een sterke invloed van de Britse filosoof A. N. Whitehead, waarvan hij enkele colleges bijwoonde. Tijdens de Tweede Wereldoorlog moest hij van 1942 tot 1945 zijn studie onderbreken om dienst te nemen in de Amerikaanse marine. Na de oorlog studeerde hij in 1949 af aan Harvard met een dissertatie over Plato's Philebus (1990). Tijdens deze periode onderging zijn interessegebied - grotendeels door de invloed van W. V. O. Quine - een verschuiving richting een meer analytische inslag van de filosofie.
Zijn eerste academische positie was aan het Queen's College in New York, hij spendeerde echter het grootste deel van zijn vroege carrière aan de Stanford universiteit. Vervolgens werkte hij aan de Princeton universiteit (1967-1970), Rockefeller (1970-1976) en de universiteit van Chicago (1976-1981). Tot aan zijn dood zou hij daarna werken aan de universiteit van California, te Berkeley.
Hij stierf plots, aan de gevolgen van een hartstilstand ten gevolge van een operatie aan zijn knie op 30 augustus 2003 in Berkeley, California. Davidson was tweemaal getrouwd en zijn tweede vrouw zou de redactie van de postume werken van Davidson op zich nemen.

## Filosofie
Davidson heeft het meeste van zijn werk gepubliceerd in de vorm van korte essays. Hij heeft geen alomvattende theorie geformuleerd, hoewel zijn werk wel een sterke samenhang vertoont. Hij ontwikkelde onder andere een invloedrijke waarheidsvoorwaardelijke semantiek en viel het idee aan dat mentale processen geleid zouden worden door strikte psychologische wetten. Zo stelde hij in zijn essay Mental Events in Essays on Actions and Events (1980) de theorie van het "anomaal monisme" (anomalous monism) voor: hij stelt dat het inderdaad zo is dat mentale toestanden gelijk zijn aan hersentoestanden, maar dat ze desondanks niet geleid worden door strikte fysische wetten.
Hij verzette zich ook tegen een opvatting dat talig begrijpen zou moeten samengaan met zekere vaste regels of conventies en dus dat er een soort van vaste vorm is van waaruit een taal bestaat. In zijn werk maakt hij een synthese van filosofen als Aristoteles, Kant, Wittgenstein, Ramsey, Quine en Anscombe.